# Halterofilismo nos Jogos Olímpicos de Verão de 2012 - Até 63 kg feminino
A competição da categoria até 63 kg feminino do halterofilismo nos Jogos Olímpicos de Verão de 2012 foi realizada no dia 31 de julho no ExCeL, em Londres.
Originalmente a cazaque Maia Maneza conquistou a medalha de ouro, mas foi desclassificada em 27 de outubro de 2016 após a reanálise do seu teste antidoping acusar o uso da substância estanozolol. Em 5 de abril de 2017 a russa Svetlana Tsarukaieva, então medalhista de prata, também foi desclassificada por uso de turinabol. As medalhas foram realocadas pela Federação Internacional de Halterofilismo.

## Calendário
Horário local (UTC+1)
| Dia         | Horário | Fase    |
| ----------- | ------- | ------- |
| 31 de julho | 15:30   | Grupo A |

## Recordes
Antes desta competição, os recordes mundiais e olímpicos da prova eram os seguintes:
| Recorde mundial  | Arranque  | RUS Svetlana Tsarukaieva | 117 kg | Paris, França         | 8 de novembro de 2011  |
| Recorde mundial  | Arremesso | KAZ Maia Maneza          | 143 kg | Antália, Turquia      | 20 de setembro de 2010 |
| Recorde mundial  | Total     | CHN Liu Haixia           | 257 kg | Chiang Mai, Tailândia | 23 de setembro de 2007 |
| Recorde olímpico | Arranque  | BLR Hanna Batsiushka     | 115 kg | Atenas, Grécia        | 18 de agosto de 2004   |
| Recorde olímpico | Arremesso | UKR Natalia Skakun       | 135 kg | Atenas, Grécia        | 18 de agosto de 2004   |
| Recorde olímpico | Total     | CHN Chen Xiaomin         | 242 kg | Sydney, Austrália     | 19 de setembro de 2000 |

Depois da competição, um recorde foi quebrado e outro igualado:
| Recorde olímpico | Total | KAZ Maia Maneza | 245 kg | Londres, Grã-Bretanha | 31 de julho de 2012 |

Maneza, além de quebrar um recorde olímpico, conseguiu igualar o recorde olímpico de arremesso (135 kg). Com a sua desclassificação, esses recordes foram anulados.

## Medalhistas
| Ouro   | CAN Christine Girard |
| Prata  | BUL Milka Maneva     |
| Bronze | MEX Luz Acosta       |

## Resultados
Nessa edição, participaram 10 atletas.
| Pos.              | Nome                     | Grupo | Peso  | Arranque (kg) | Arranque (kg) | Arranque (kg) | Arranque (kg) | Arremesso (kg) | Arremesso (kg) | Arremesso (kg) | Arremesso (kg) | Total (kg) |
| Pos.              | Nome                     | Grupo | Peso  | 1             | 2             | 3             | Res.          | 1              | 2              | 3              | Res.           | Total (kg) |
| ----------------- | ------------------------ | ----- | ----- | ------------- | ------------- | ------------- | ------------- | -------------- | -------------- | -------------- | -------------- | ---------- |
| Medalha de ouro   | CAN Christine Girard     | A     | 62.87 | 103           | 105           | 105           | 103           | 130            | 133            | 135            | 133            | 236        |
| Medalha de prata  | BUL Milka Maneva         | A     | 62.66 | 98            | 102           | 105           | 102           | 125            | 131            | 134            | 131            | 233        |
| Medalha de bronze | MEX Luz Acosta           | A     | 62.91 | 99            | 103           | 104           | 99            | 119            | 125            | 127            | 125            | 224        |
| 4                 | AUS Seen Lee             | A     | 59.65 | 78            | 83            | 86            | 83            | 98             | 103            | 106            | 103            | 186        |
| 5                 | FIJ Maria Liku           | A     | 61.45 | 78            | 82            | 85            | 82            | 100            | 105            | 105            | 100            | 182        |
| 6                 | NCA Lucía Castañeda      | A     | 62.45 | 76            | 79            | 79            | 79            | 91             | 97             | 97             | 97             | 176        |
| 7                 | PER Silvana Saldarriaga  | A     | 58.11 | 70            | 75            | 75            | 75            | 92             | 97             | 101            | 97             | 172        |
| —                 | RUS Svetlana Tsarukaieva | A     | 62.42 | 106           | 111           | 112           | 112           | 125            | 130            | 130            | 125            | 237 DSQ    |
| —                 | TUR Sibel Şimşek         | A     | 62.28 | 105           | 105           | 105           | 105           | 130            | 133            | 133            | 130            | 235 DSQ    |
| —                 | KAZ Maia Maneza          | A     | 62.21 | 106           | 110           | 112           | 110           | 135            | 144            | 144            | 135            | 245 OR DSQ |

Legenda
| Recorde mundial      | Recorde mundial (World record)               |                       | Recorde africano                      | Recorde africano (African) |                                           | Q | Classificado por posição (Qualified) |
| Recorde olímpico     | Recorde olímpico (Olympic record)            | Recorde da América    | Recorde da América (Americas)         | q                          | Classificado por melhor tempo (Qualified) |   |                                      |
| Melhor marca do ano  | Melhor marca do ano (World leading)          | Recorde asiático      | Recorde asiático (Asian)              | DNS                        | Não largou (Did not start)                |   |                                      |
| Recorde nacional     | Recorde nacional (National record)           | Recorde europeu       | Recorde europeu (European)            | DNF                        | Não terminou (Did not finish)             |   |                                      |
| Recorde pessoal      | Recorde pessoal do atleta (Personal best)    | Recorde da Oceania    | Recorde da Oceania (Oceania)          | DSQ / DQ                   | Desclassificado (Disqualified)            |   |                                      |
| Recorde da temporada | Recorde da temporada do atleta (Season best) | Recorde sul-americano | Recorde sul-americano (South America) | NM                         | Sem marca (No mark)                       |   |                                      |